# Arméns trumkår
Arméns trumkår (TRK) var en av försvarsmaktens officiella musikkårer mellan 1992 och 2009.

## Historik
Musikkåren grundades 1992 under namnet Försvarets trumkår (FTK), för att lösa högvakter under vintern. Kåren bestod årligen av ett 25-tal värnpliktiga musiksoldater fördelade på trummor, flöjter, saxofoner och bleckblås. Den ursprungliga sättningen var dock 21 trumslagare som också fick lära sig hantera flöjt (pipa). I den första upplagan fanns även en trumslagare som spelade trumpet och jägarhorn. Arméns Trumkår var den sista musikkåren som helt byggde på värnpliktiga soldater. Tjänstgöringen pågick mellan augusti och juni påföljande år och deras ansvar var därför främst vinterhalvårets uppgifter i Stockholm. Liksom Arméns Musikkår var trumkåren förlagd till Södermanlands regemente i Strängnäs. Genom försvarsbeslutet 2004 avvecklades regementet 2005. Med det omlokaliserades både TRK och Arméns musikkår till Livgardet, Kungsängen. Den 9 december 2008 meddelades att Arméns trumkår skulle upphöra som egen kår.
Under våren 2009 for Arméns trumkår ut på en slutturné till Sydkorea, Tyskland och en rad platser i Sverige..
De sista soldaterna i Arméns trumkår muckade sommaren 2009. Deras sista framträdande blev i samband Ystad International Military Tattoo i augusti samma år.

## Sammansättning

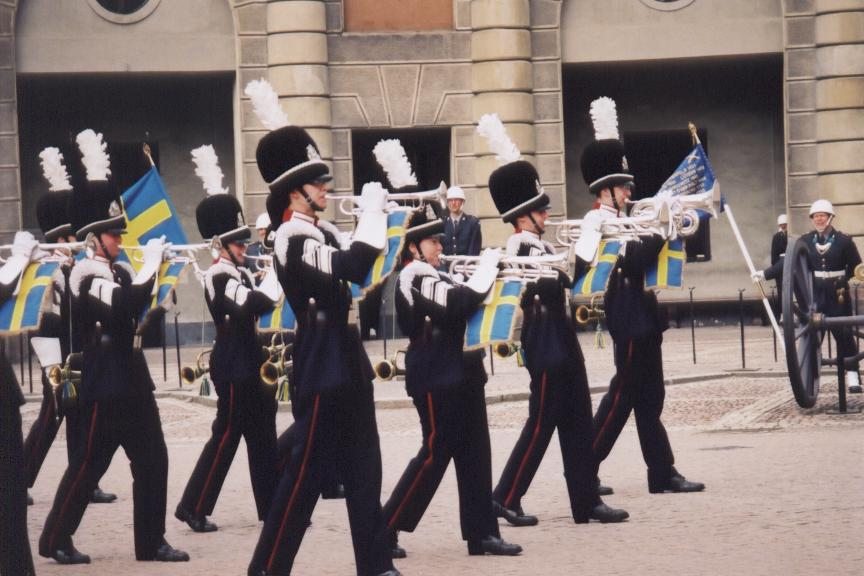
Arméns trumkår vid högvaktavlösning 2005.

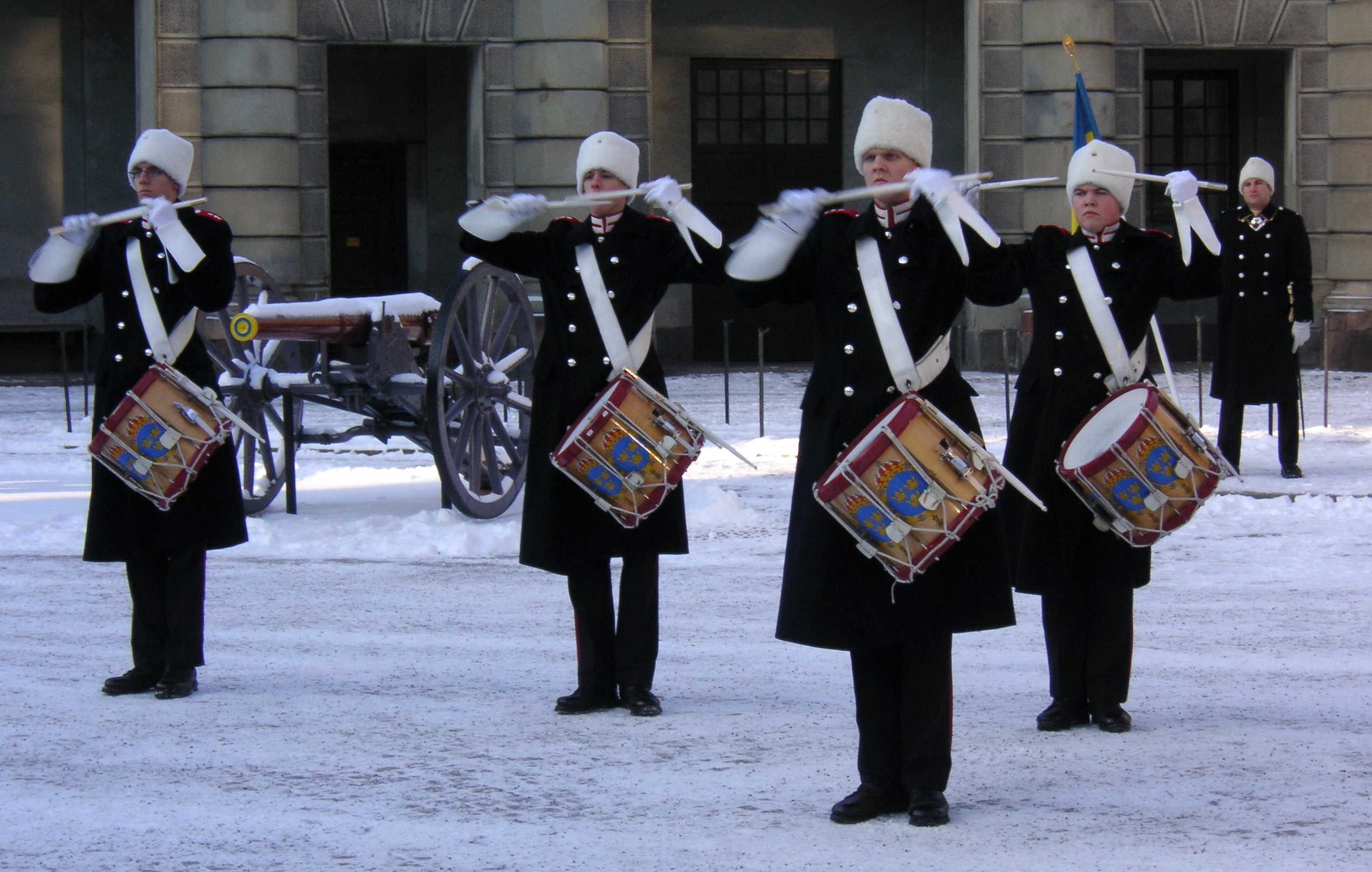
Trumslagare ur Arméns trumkår vid högvaktsavlösning vintern 2006.

Till marsch bestod TRK:s sättning av virveltrumma, bäckar, bastrumma, trumpet, bastrumpet, mellofon och flöjt. I Arméns trumkårs underhållningsband spelade sedan respektive musiksoldat sitt "riktiga" instrument. Flöjtspelarna spelade till exempel saxofon medan bleckblåsarna var uppdelade på tromboner och trumpeter.

## Ledning
Arméns trumkår leddes sedan starten av stabstrumslagare Tommy Törner. Signaltrumslagare Noah Backman

## Epitet
TRK gick ibland under epitetet "Den spelande drilltroppen". Detta baserar sig på den hårt drillade exercisen, samt det höga tempot i det figurativa programmet. Arméns trumkår kännetecknades också av att vara den enda värnpliktiga kår som sjöng i sitt figurativa program.

## Kamratförening
Musiker som tillhört Arméns trumkår har bildat Arméns Trumkårs Veteraner (TRK-V), som bl.a. var en av de musikkårer som spelade på kronprinsessan Victorias bröllop den 19 juni 2010.